# Étienne Pascal
Étienne Pascal (Clermond, 2 mei 1588 - Parijs, 24 september 1651) was een Frans jurist met een grote belangstelling voor wiskunde. Hij was de vader van de filosoof en wiskundige Blaise Pascal. Hij had ook twee dochters, Gilberte (°1620) en Jacqueline (°1625). Zijn vrouw Antoinette Begon overleed in 1626.

## Biografie

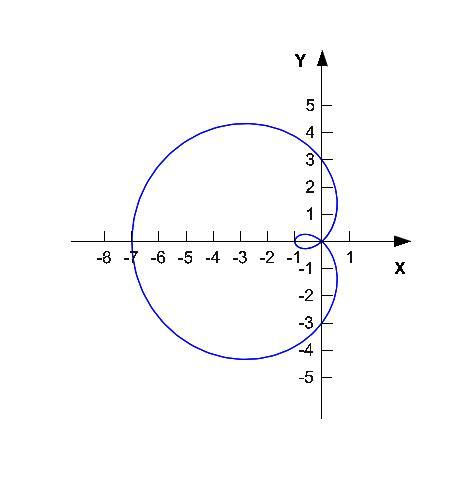
Limaçon van Pascal:
r(φ)=3-4cos(φ)

Hij kwam uit een welgestelde familie. Hij studeerde rechten in Parijs en werd rechter van het belastinghof in Bas-Auvergne, de streek rond Clermond.
In 1631 verhuisde hij met zijn drie kinderen naar Parijs, zodat zijn zoon Blaise een zo goed mogelijke opleiding kon volgen. In 1634 werd Pascal sr. door kardinaal Richelieu uitgenodigd om zitting te nemen in een commissie die een oordeel moest vellen over de maanmetingen van Jean-Baptiste Morin. 
Hij onderhield contacten met Marin Mersenne, Gilles Personne de Roberval, Girard Desargues en Claude Mydorge. 
Étienne Pascal is vooral bekend door de limaçon van Pascal (slaklijn of duivelskromme). Met behulp van deze kromme zou een hoek in drie gelijke delen verdeeld kunnen worden.